# Janusz Dziano
Janusz Dziano (ur. ok. 1954) – polski działacz społeczny i publicysta. 

## Życiorys
Jest członkiem Zarządu Stowarzyszenia „Gwara Warszawska” oraz współtwórcą Społecznego Uniwersytetu Historii Woli. W 2016 roku został laureatem Nagrody Dobrej Woli.
W 2020 wraz z Danutą Koper został laureatem Nagrody Klio III stopnia w kategorii varsaviana za książkę pt. Ech, Panie Wiech! wydaną nakładem wydawnictwa Magia Słowa.

## Wybrana bibliografia autorska
- Ech, panie Wiech! (Magia Słowa, Warszawa, 2019; ISBN:9788394082116) wspólnie z Danutą Koper
- Warszawska Wola: co było, co jest, co pozostanie... (PHU Magia Słowa Danuta Koper, Warszawa, 2015; ISBN:9788394082109) wspólnie z Wojciechem Kępką-Mariańskim i Ireneuszem Wywiałem